# Simple com Sylvain
Simple com Sylvain (títol original en francès, Simple comme Sylvain) és una pel·lícula de comèdia romàntica i dramàtica quebequesa del 2023 dirigida per Monia Chokri. S'ha doblat i subtitulat al català.
Es va estrenar a la secció Un certain regard del Festival de Canes el 18 de maig de 2023.
La producció de la pel·lícula es va anunciar per primera vegada a la tardor de 2022.